# Колотев, Василий Иванович
Василий Иванович Колотев — российский художник-нонконформист.

## Биография
В неофициальном искусстве СССР 70—80 гг. творчество Василия Колотева занимает особое место.
Оказавшись в Москве после окончания Бутурлиновского художественного училища (Воронежской области) в 1975 году, художник влился в подпольную художественную жизнь города, участвуя в квартирных выставках. С самого начала творческого пути работы Колотева носили иронический и критический характер в изображении быта обывателей и повседневной жизни московских коммуналок, пивных, подворотней, что закрывало ему путь к официальной выставочной деятельности. Зарабатывая на жизнь работой слесаря на заводе, художник сознательно и принципиально оградил себя от идеологических обязательств по профессиональной художественной линии, работая над холстами в свободное от службы время, будучи свободным в выборе тем, сюжетов, персонажей и их трактовки. Позже в конце 80-х, художник периодически выставлялся в зале на М. Грузинской — цитадели неофициальной художественной жизни Москвы. Будучи по природе созерцательным человеком, Колотев чуждался тусовочной жизни подполья, предпочитая ей уединенную работу в крошечной комнате в коммуналке на старом Арбате.
Не ориентируясь на моду и коммерческий успех, художник создал уникальную серию жанровых картин, посвященных обыденности, скуке, страстишкам советского обывателя, прекрасно выразив затхлую атмосферу Москвы застойного периода и суетных надежд первых лет перестройки. По словам тонкого искусствоведа, известного знатока истории живописи 60-90 годов В. П. Цельтнера, работы Колотева будут являться документом, по которому следующие поколения зрителей, будут изучать эту эпоху.
Жанровые картины В. Колотева не имеют аналогов в истории нонконформистского искусства в СССР. 
Художники круга Малой Грузинской: В. Калинин, А.Туманов, Д.Гордеев обращались к элементам жанра в своих картинах, но совсем ином, чем Колотев художественном контексте. Если у Калинина это сфера романтико-метафизического лирического дискурса, у Туманова — обращение к ретро картинкам дореволюционной сказочно-идеализированной жизни праздников и ярмарок, то у Гордеева — репортажно-документальные композиции, посвященные жизни Московской художественной богемы 60—70 годов. И только В. Колотев в своих жанровых картинах сумел создать типичные запоминающиеся образы советского обывателя, трактование в иронически точном и, одновременно, добром, снисходительном изобразительном ключе. Это удалось благодаря острому взгляду наблюдателя, художественной памяти и блестящему мастерству рисовальщика.
Работы Колотева совершенны с точки зрения владения техникой живописи, характерны любовью художника к деталям обстановки, костюмам персонажей, освещению интерьеров, безупречному композиционному чутью. Несомненная ценность работ Колотева в том, что в годы жесткой идеологической цензуры, не имея социального заказа и какой либо материальной поддержки, он сумел выразить в них исторически типическое и одновременно «поймать» архетипические черты отечественного обывателя. Позже художник продолжил жанровую линию в «Пасторальной» серии, посвященной жизни российского села.
Работы Колотева завораживают метафизической глубиной, экзистенциальной тайной навсегда ушедшей эпохи, вызывая у зрителя, особенно старшего поколения, ностальгические переживания, яркую эмоциональную реакцию. Важно отметить, что к теме московской коммуналки Колотев обратился раньше И. Кабакова и В. Янкилевского с их «дверными» инсталляциями, показанными в залах на М. Грузинской в 1983 году.
Работы Колотева получили высокую оценку искусствоведов в зарубежных музейных экспозициях: в частности в проектах «ИСКУССТВО 60-90-гг в России» в Германских музеях, организованных В. П. Цельтнером в 1993—1996 годах.

## Выставки
- «Малая Грузинская, 28», Манеж, 1991 г.
- «Арт — Миф — 2», Манеж, 1991 г.
- Персональная выставка, ЦДХ, декабрь 1992 г. — январь 1993 г.
- Выставка, Германия, г. Оснабрюк, июнь 1996 г.
- Выставка, Нью-Йорк, «Zalman Gallery», сентябрь 1998 г.
- Персональная выставка «Белый звук», Галерея Moscow Fine Art, март 1999 г.
- Московский Международный художественный салон, ЦДХ, март 1999 г.
- Выставка, Германия, г. Гамбург, апрель 1999 г.
- «Безымянные герои», выставка, С.АРТ (галерея Петра Войса), июнь 2001г.
- Международный художественный салон «Среда обитания». ЦДХ, 2005 г.
- Выставка, музей Владимира Высоцкого, август 2007 г.
- Выставка к 75-летию МСХ, январь 2008г., ЦДХ
- Даев-33 — «Неофициальное искусство 1970-е годы», июль-сентябрь 2008 г.
- Третья выставка произведений станковой графики, живописи и скульптуры малых форм, октябрь 2008г., Кузнецкий мост, дом 11
- Четвертая выставка произведений станковой графики, апрель 2011г., ЦДХ
- Персональная выставка, Большой Зал Союза Художников СПб, март 2011 г.
- Выставка, музей «Рабочий и колхозница», февраль 2012г., г. Москва
- Выставка к 80-летию МСХ, июнь 2012г., Манеж
- Выставка «Отечество — Прекрасные черты». 5 -15 сентября 2012г., 30 лет Творческой деятельности, Москва, Кузнецкий мост, 20.
- Выставка «Источник зарождения мысли и новых миров» Галерея BriArt  3-17 сентября 2014г.
- Пятая Выставка произведений станковой графики. 30 сентября - 9 ноября 2014г. Москва, Кузнецкий мост, 11.
- Выставка «Продолжение». К 40-летию Первой официальной выставки неофициальных художников. Клуб-галерея «Крылатский орнамент». 8 февраля - 1 марта 2017г.
- Шестая Выставка произведений станковой графики. «85 лет Московскому Союзу художников» 19 апреля-2 мая 2017г. Кузнецкий мост, 11.
- Шестая Выставка произведений станковой графики. «85 лет Московскому Союзу Художников» ЦДХ  6 - 18 июня 2017г.
- Седьмая Выставка произведений станковой графики. 29 октября - 8 ноября 2020 г. Кузнецкий мост, 11.
- Выставка произведений станковой графики, посвящённая 90-летию Московского Союза художников 4 марта - 30 марта 2022 года. Москва ул. Крымский Вал, дом 8, к.2
- Художественная выставка, посвящённая 90-летию Московского Союза художников «Калейдоскоп» 22 Апреля - 6 мая 2022 года. Московская Городская Дума, Страстной бульвар д.15/29, строение 1 этаж 2.

Работы находятся в частных коллекциях и галереях Нью-Йорка, Италии, Австрии, Парижа, Израиля, а также в собрании Альберто Сандретти и Музее Современного русского искусства в Джерси Сити (США). В России — галереи «Московская палитра». Член профессионально творческого союза художников и графиков международной федерации художников ЮНЕСКО.